# Bảo tàng Văn hóa Kurpie ở Ostrołęka
Bảo tàng Văn hóa Kurpie ở Ostrołęka (tiếng Ba Lan: Muzeum Regionalne w Lipsku) là một bảo tàng tọa lạc tại số 8 Quảng trường Tướng Józef Bem, Ostrołęka, Ba Lan.

## Lược sử hình thành
Bảo tàng được thành lập vào tháng 12 năm 1975. Lúc đầu, Bảo tàng có tên là Bảo tàng Huyện. Năm 1998, Bảo tàng được đổi tên thành Bảo tàng Văn hóa Kurpie và bắt đầu áp dụng quy chế tổ chức mới.
Trụ sở của Bảo tàng là một ngôi nhà chung cư được xây dựng vào thập niên 1820 theo lối kiến trúc tân cổ điển. Tòa nhà này được cải tạo hoàn toàn vào các năm 1989-1992, và nhờ một đợt tu bổ hoàn chỉnh khác kéo dài từ tháng 6 đến tháng 11 năm 2006 nên điều kiện lưu trữ các hiện vật trong Bảo tàng được cải thiện đáng kể.

## Triển lãm
Hiện tại, bộ sưu tập của Bảo tàng Văn hóa Kurpie ở Ostrołęka có hơn 14.000 hiện vật, và có hơn 7.000 sách trong thư viện của Bảo tàng. Bộ sưu tập của Bảo tàng hiện đang bao gồm các triển lãm thuộc các chuyên đề sau: dân tộc học, lịch sử, nghệ thuật, giáo dục, và khảo cổ học (từ năm 1997).
Bảo tàng Văn hóa Kurpie cũng hoạt động tích cực trong lĩnh vực giáo dục thông qua việc tổ chức các hội thảo, hoạt động và lớp học cho trẻ em và thanh thiếu niên. Chủ đề của các lớp học thường liên quan đến các cuộc triển lãm thường xuyên hoặc triển lãm tạm thời tại Bảo tàng.